# Dušan Tadić
Dušan Tadić, cyr. Душан Тадић (ur. 20 listopada 1988 w Bačkiej Topoli) – serbski piłkarz występujący na pozycji napastnika, były reprezentacji Serbii. 
Uczestnik Mistrzostw Świata 2018 i 2022. 

## Kariera klubowa
Pierwszy profesjonalny kontrakt Tadić podpisał w 2005 roku z FK Vojvodina. Podczas gry w tej drużynie zdobył cenne doświadczenie grając przeciwko wielkim drużynom (nawet przeciwko Atlético Madryt). W tej drużynie grał przez cztery sezony bez większych przerw. Skauci po raz pierwszy dostrzegli jego potencjał podczas meczu Ligi Europy z Austrią Wiedeń, w którym strzelił gola mając zaledwie 20 lat.

### Groningen
W 2010 roku został sprzedany do holenderskiej drużyny FC Groningen za kwotę ok. 1,20 mln euro. W sezonie 2010/11 miał trzecią liczbę asyst w Europie. W barwach Groningen wystąpił w 74 spotkaniach i zdobył 14 bramek. Potem otrzymał propozycję gry w FC Twente, której nie odrzucił.

### Twente

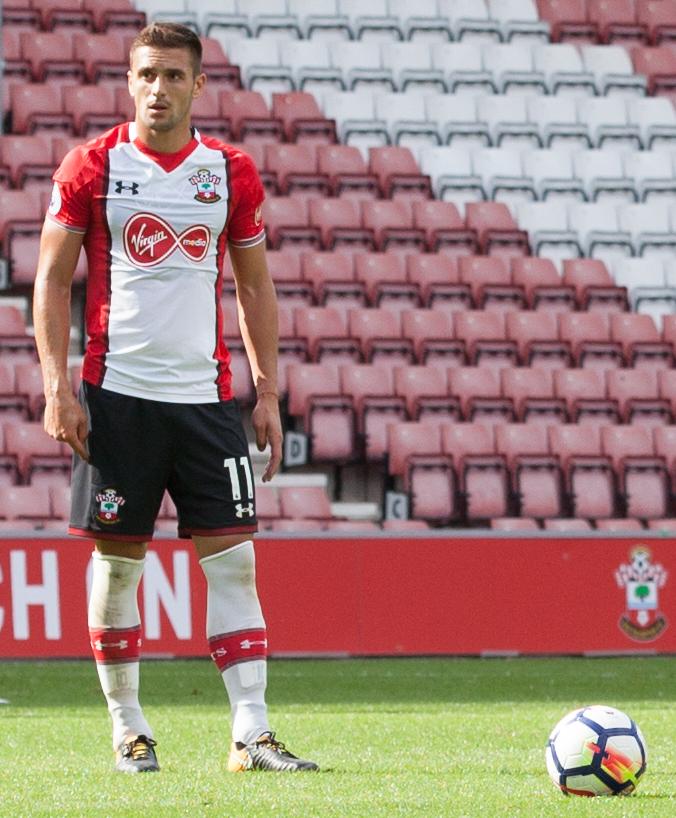
Tadić w barwach Southampton

10 kwietnia 2012 r. ogłoszono transfer do Twente. Kwota transferu wyniosła 7,7 mln euro. W dniu 12 sierpnia 2012 r. zdobył dwie bramki przeciwko swojej byłej drużynie Groningen.

### Southampton
8 lipca 2014 r. podpisał kontrakt z Southampton i stał się pierwszym zawodnikiem drużyny objętej przez Ronalda Koemana. Zadebiutował 17 sierpnia przeciwko Liverpoolowi wchodząc z ławki rezerwowych w 77. minucie meczu. 23 września zdobył pierwszą bramkę dla Świętych w starciu z Arsenalem w Pucharze Ligi Angielskiej. Pierwszą ligową bramkę zdobył w starciu z Sunderlandem oraz zanotował cztery asysty. 28 kwietnia 2018 roku podczas meczu ligowego z Bournemouth zdobył kolejno swoją 99 i 100 bramkę w karierze klubowej.

### AFC Ajax
3 lipca 2018 został zawodnikiem AFC Ajax, podpisując czteroletni kontrakt.

### Fenerbahçe

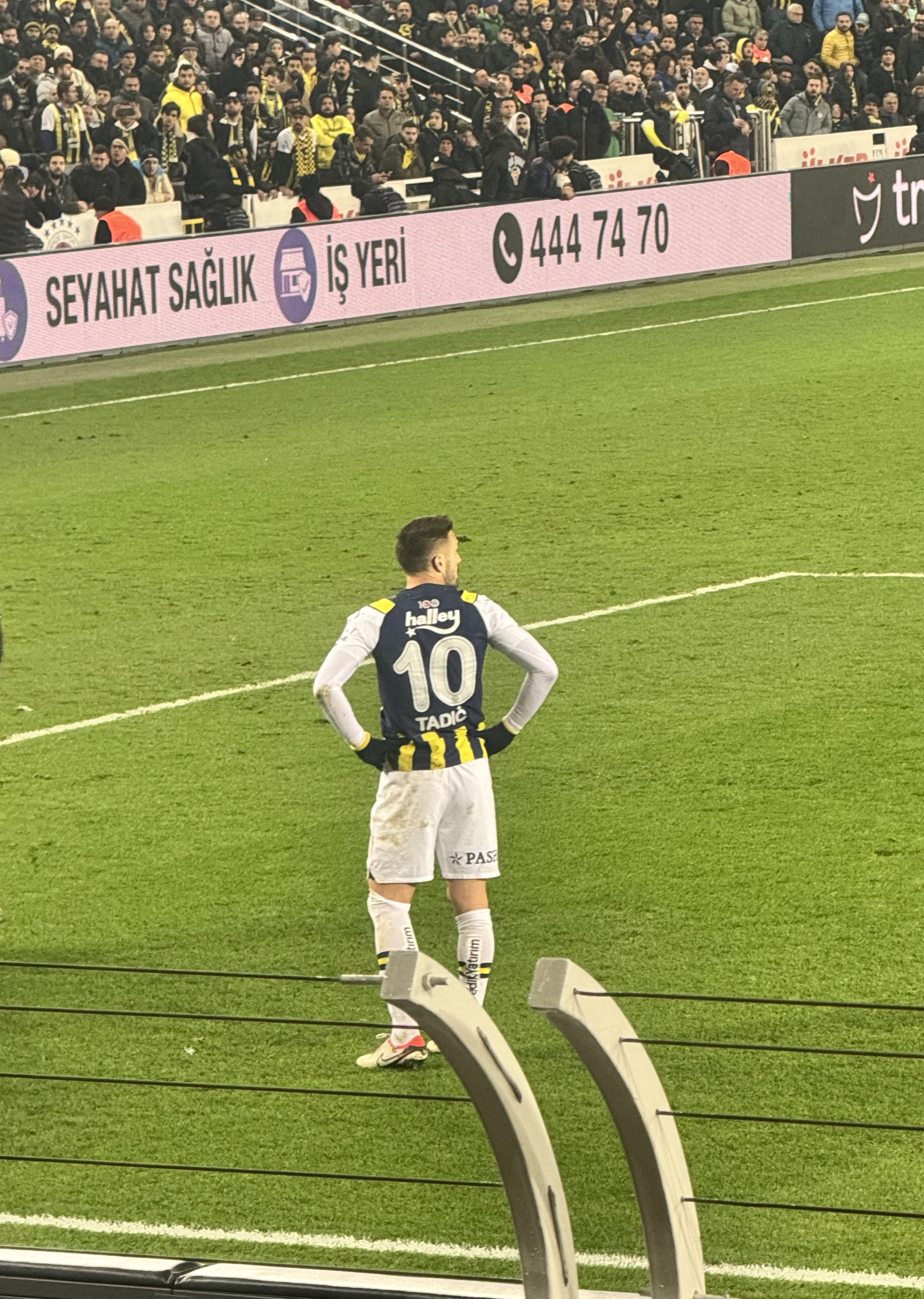
Dušan Tadić, Fenerbahçe v. Ankaragücü (28.01.2024).

Po pięciu sezonach spędzonych w Holandii zawodnik przeniósł się do tureckiego zespołu Fenerbahçe SK, z którym podpisał kontrakt do 30 czerwca 2025.

## Kariera reprezentacyjna
Tadić został powołany do drużyny narodowej w 2008 roku, mając 19 lat. Pierwszą bramkę w dorosłej kadrze zdobył 12 września 2012 w meczu z Walią wygranym 6:1.

## Sukcesy

### AFC Ajax
- Mistrzostwo Holandii: 2018/2019, 2020/2021, 2021/2022
- Puchar Holandii: 2018/2019, 2020/2021
- Superpuchar Holandii: 2019

### Indywidualne
- Król strzelców Eredivisie: 2018/2019 (wspólnie z Luuk de Jong)
- Król asyst Eredivisie: 2010/2011, 2013/2014, 2018/2019 (wspólnie z Hakim Ziyech)

### Wyróżnienia
- Piłkarz roku w Serbii: 2016, 2019, 2021[6]
- Piłkarz roku w Holandii: 2020/2021[7]
- Drużyna sezonu Eredivisie: 2013/2014, 2018/2019, 2020/2021, 2022/2023
- Drużyna sezonu Ligi Serbskiej: 2009/2010
- Drużyna sezonu Ligi Mistrzów UEFA: 2018/2019[8]
- Drużyna sezonu Ligi Europy UEFA: 2020/2021[9]